# Anarchy Online
Anarchy Online est un jeu en ligne massivement multijoueur sorti mondialement en juin 2001 sous Windows. Il est édité et développé par la société norvégienne Funcom.

## Le jeu
Anarchy Online est le premier MMORPG à être basé sur un univers de science-fiction, par opposition au médiéval fantastique jusqu’alors exploité par Neverwinter Nights, Meridian 59, Ultima Online et Everquest. L’action est située dans trente mille ans sur une planète fictive nommée Rubi-Ka. Pour remplacer la magie, les capacités surnaturelles des personnages sont rendues possibles grâce à de la nanotechnologie.

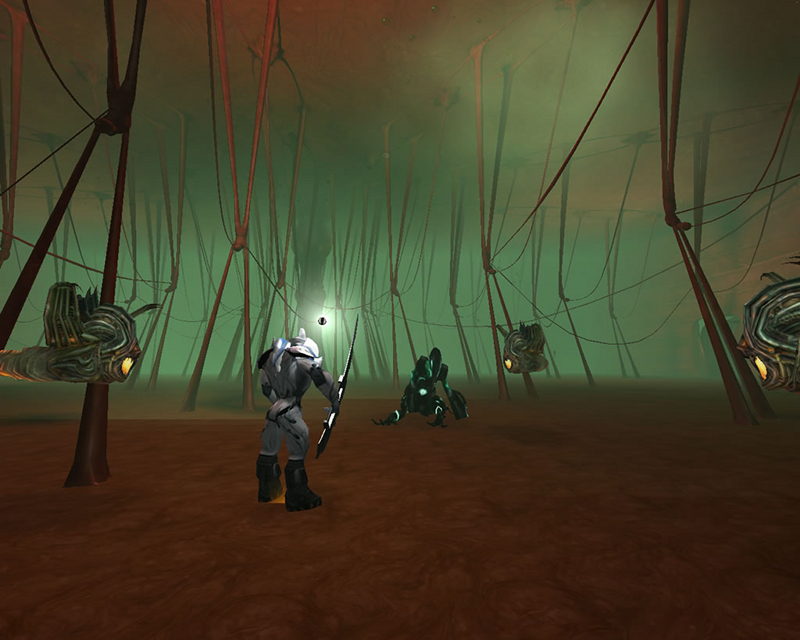
Scène de Anarchy Online

L’histoire à laquelle participent les joueurs est basée sur une énorme société baptisée Omni-Tek ayant reçu l’exclusivité pour l’exploitation d’une ressource naturelle nommée notum. Cette substance est nécessaire au développement des nanotechnologies. Quelque temps après être arrivés sur la planète, un bon nombre de colons, s’estimant mal traités, se rebellent contre la société. Ils organisent alors un marché noir de notum volé avec une société concurrente. Ils commencent à exclure le personnel d’Omni-Tek des cités les plus éloignées et une guerre civile débute entre Omni-Tek, les Clans et une troisième faction neutre.
Malgré les très nombreux bugs et la mauvaise presse au lancement que l'éditeur a su retourner à son avantage , les serveurs comptaient 35 000 joueurs avant le 4 juillet 2001. Depuis le 28 septembre 2001, le jeu est disponible dans le commerce en France ; ce délai a permis de résoudre les bugs les plus gênants et la version est alors jugée suffisamment stable. Le jeu a d’ailleurs remporté le titre de « Best Multiplayer Game of Show » à l’ECTS de septembre 2001 , mais aussi celui de "Meilleur MMO de l'année 2001" selon PC Gamer US .
Depuis, des extensions plus ou moins importantes du jeu ont été publiées notamment sous forme de booster packs.

## Les extensions

### Notum Wars
En 2002 Notum Wars a d’abord vu le jour, les organisations (équivalentes aux guildes d’autres MMORPG) peuvent contrôler les terres de Rubi-Ka pour exploiter le notum pour leur compte et ainsi améliorer les caractéristiques de leurs personnages. Cela se fait par l’intermédiaire de contrôleurs et de tours qui attaquent directement les ennemis. Cette extension est disponible gratuitement depuis le 27 octobre 2006. Elle reçoit la note de 14/20 dans Jeux vidéo Magazine et décroche le titre de Computer Gaming pour "Meilleure extension de l'année" en 2002.

### Shadowlands
Ensuite en 2003 sort Shadowlands qui introduit deux nouvelles classes de personnages : le Shade et le Keeper. On trouve aussi des nouveaux mondes (la dizaine d'îles Shadowlands) qui doublent quasiment la taille du jeu et y apportent une toute nouvelle dimension avec notamment la nouvelle cité de Jobe hébergeant des scientifiques d’Omni-Tek ayant préféré la neutralité. Cette extension très complète et riche en quêtes diverses sera assez largement saluée par les critiques internationales, à l'image de celle de Gamekult .

### Alien Invasion
La 3e extension publiée en 2004 est Alien Invasion. Comme son nom l'indique, on y trouve des aliens et une technologie d’objets, d’armes et d’armures associées. Les organisations peuvent désormais bâtir des villes (d'abord publiques, puis instanciées par la suite) pour améliorer leurs revenus. Les joueurs pouvaient également avoir leurs magasins à l’intérieur des bâtiments avant l'arrivée du GMI (Global Market Interface) qui simplifiera cela. Quelques nouvelles zones (secteurs 13, 28, 35, 42 suivis des 7 et 10 quelques années plus tard) y sont ajoutées. L'éditeur diffuse à l'époque un trailer vidéo promotionnel .

### Lost Eden
Lost Eden est en 2006 la 4e extension pour Anarchy Online. Elle propose aux joueurs de s'affronter dans des stations orbitales autour de Rubi-Ka ; elle permet également l’utilisation de véhicules-armes spéciaux, utiles en PvP (Player vs Player = Joueur contre Joueur, ou JcJ) , et plus particulièrement contre des tours ou d’autres véhicules-armes ; les batailles entre joueurs seuls et joueurs sur un véhicule de ce genre produisent donc des résultats piètres, ceci afin de ne pas trop bouleverser l’équilibre existant en PvP (qui sera revu, "rebalancé", par la suite).

### Legacy of the Xan
Legacy of the Xan est le dernier booster pack d’Anarchy Online. Sorti en février 2009, il ajoute une nouvelle zone de jeu, dans laquelle on retrouve de nouveaux playfields (instanciés ou non) dont les thèmes principaux sont la Dust Brigade et l’invasion des Alien. Il s’agit d’un ajout bien plus important au jeu qu’une simple mise à jour, sans être aussi vaste qu’une extension, d’où le « Booster Pack ». L'éditeur communique sur ce contenu sous forme d'interview illustrée de Colin "Means" Cragg , le Game Director d'alors.

## Patches
Depuis 2010 le jeu continue à être régulièrement mis à jour. Outre les corrections de bugs et exploits divers inhérents à ce type de jeu en ligne, l'éditeur a ajouté entre autres :
- un système de missions journalières (Daily Missions à prendre en Agence et à ICC) pour faciliter la progression de tous les joueurs (quels que soient leur niveau et les extensions qu'ils ont achetées)
- un rebalance assez complet de toutes les professions à divers level pour réquilibrer principalement le PVP mais aussi le PVM (ou PVE, joueur contre environnement)
- l'ajout de plusieurs zones de jeux extensées (Gauntlet, Dark Ruins, Dust Brigade 3, nouvelles missions Inferno, Pyramid; diverses instances...) et gratuites (The Reck, Arete Landing)
- la mise à jour du moteur graphique (New Engine) en parallèle de l'ancien qui reste très utilisé vu l'instabilité du nouveau pour de nombreux joueurs
- la fusion (Merge) des serveurs du jeu en 2013 pour unifier la communauté ainsi que la sortie du jeu début 2017 sur Steam pour éventuellement l'élargir[13]

## À noter
Funcom propose Anarchy Online gratuitement dans sa version de base (sans extension autre que Notum War). En contrepartie, le jeu est parsemé de panneaux publicitaires. Ces publicités sont parfaitement intégrées au jeu, et ne gênent en rien le joueur[réf. nécessaire]. Par ailleurs, Funcom a également lancé la fonction des « paid points » permettant d’acquérir des objets dans le jeu contre des points achetables avec de l’argent réel (itemshop). Au début les objets acquis via ces points restaient des items sociaux, n’ayant aucune influence sur les personnages et préservant ainsi l’équilibre précédent. Dorénaveant il est possible d'acheter aussi des éléments améliorant votre personnage - dans la limite des extensions possédées.

## Les 14 professions
Elles sont au nombre de 12 dès le jeu de base : Adventurer (profil animalier très polyvalent), Agent (fin imitateur mais limité tout même), Bureaucrat (spécialiste du crowd-control), Doctor (meilleur soigneur par excellence), Enforcer (le gros bourrin qui tanke), Engineer (constructeur mais pas seulement), Fixer (au style rapide et agile), Martial-Artist (un karatéka tout-terrain), Meta-Physicist (le maître des forces occultes), Nano-Technician (sorte de mage puissant mais fragile), Soldier (force de frappe indéniable), Trader (capable de diminuer l'adversaire). À celles-ci s'ajoutent 2 autres uniquement accessibles aux comptes extensés payants : Keeper (chevalier très autonome) et Shade (furtif à la frappe mortelle).
Chaque profession a des éléments de prédilection et une ou plusieurs spécialisations possibles en fonction des choix pensés par le joueur : niveau final désiré (exemples courants : 25, 60, 100, 150, 200, 207, 220), orientation (combat contre joueur ou contre environnement), type de combat (à distance ou en mêlée), etc.

## Les races disponibles
Descendant direct de l’Homo Sapiens, le Solitus est la race la plus polyvalente du jeu. Ceci lui donne un atout considérable et un handicap majeur : il peut exercer n’importe quelle profession, mais il ne pourra jamais être aussi performant qu’un individu d’une race plus adaptée à la profession choisie. Expérience génétique viable, l'Opifex a été génétiquement modifié pour être svelte, très agile et précis. En contrepartie de son athlétisme, il est moins généraliste qu’un Solitus. Les Opifex sont légion dans les rangs des Fixers, Agents et Martia-Artists, notamment. Le Nanomage est une race plus technologique. Il aligne une intelligence dépassant de loin les autres individus de Rubi-Ka. Elle le prédispose aux professions dédiée au notum (exemples : Nano-Technicians, Meta-Physicist, Trader) ce qui équilibre son manque flagrant de force physique. Génétiquement modifié par Omni-Tek pour travailler dans ses mines, l'Atrox jouit d’une force herculéenne. Il peuple la majorité des bancs des Soldats, Keepers et Enforcers. À noter que les profondes modifications génétiques ont fait de l’Atrox un être asexué... et quelque peu idiot.

## La musique
Selon un concept tout à fait novateur pour l'époque de sa sortie, la musique du jeu est conçue pour coller interactivement aux actions en cours en tenant compte de divers paramètres (zone, faction, activité, danger, heure, etc). Pour ce faire, les diverses pistes musicales du jeu ont été divisées en 1400 portions sonores de 5 à 10 secondes afin de s'adapter en temps réel à tous évènements.
Leur composition musicale a été réalisée avant la sortie du jeu et ensuite au fur et à mesure de ses extensions par plusieurs musiciens : d'abord et avant tout les compositeurs Morten Sørlie, Tor Linløkken et Bjørn Arve Lagim sur le jeu de base puis son extension Shadowlands ; une partie de ces travaux ont été édités sous forme de 2 volumes Compact Disc sortis en 2001  et 2004  ; par la suite s'y sont ajoutés le compositeur Leon Willett pour l'extension Lost Eden en 2006 et le groupe electro Ayria en 2009 à l'occasion de l'ajout du club virtuel nommé "The Grind" accessible dans le jeu depuis ICC.
L'ensemble de la musique liée au jeu, inédits et séries animées compris, ont été rassemblés en une collection de 4 volumes de 56 pistes gratuitement téléchargeables (visuels pour auto-imprimer les pochettes inclus) via Steam  à l'occasion du 16ème anniversaire d'AO.